# Tiên đề Archimede
Tiên đề Archimede là một tính chất trên trường số thực được mang tên nhà toán học, vật lý học, và nhà phát minh người Hy Lạp Archimedes (287 TCN - 212 TCN)
Tiên đề này còn được gọi là tiên đề thứ tự cho số thực.

## Phát biểu
Với mọi số thực {\displaystyle \ x>0} và mọi số thực {\displaystyle \ y} thì tồn tại một số tự nhiên {\displaystyle \ n} sao cho {\displaystyle \ nx>y}.

## Chứng minh
Việc chứng minh chủ yếu dựa vào tiên đề cận trên đúng phát biểu như sau: Mọi tập hợp con {\displaystyle \ A} của tập số thực {\displaystyle \ R}, trong đó {\displaystyle \ A} bị chặn trên, đều có cận trên đúng là số thực, tức là {\displaystyle \ sup(A)\in R}
- Ta chứng minh bằng phản chứng: giả sử không tồn tại số tự nhiên {\displaystyle \ n} sao cho

{\displaystyle \ nx>y}, nên {\displaystyle \ \forall n\in N,nx\leq y}.
- Xét tập hợp {\displaystyle \ A=\lbrace n\in N|nx\leq y\rbrace }
- Rõ ràng A bị chặn trên bởi {\displaystyle \ y} và do đó theo tiên đề cận trên đúng, {\displaystyle \ y} là cận trên đúng của {\displaystyle \ A}.
- Do {\displaystyle \ x>0} nên {\displaystyle \ y-x<y} không là cận trên đúng của {\displaystyle \ A}, nên tồn tại một số tự nhiên {\displaystyle \ n} sao cho {\displaystyle \ y-x<nx\leq y} (vì nếu không, {\displaystyle \ y-x} trở thành cận trên đúng của {\displaystyle \ A}, trái với giả thiết ban đầu {\displaystyle \ sup(A)=y})
- Tuy nhiên điều này vô lý do

{\displaystyle \ y-x<nx\leftrightarrow y<(n+1)x}\, trong đó {\displaystyle \ n+1\in N}.
- Vậy điều ta giả thiết là sai, nên phải tồn tại một số tự nhiên {\displaystyle \ n} sao cho {\displaystyle \ nx>y}.

## Hệ quả
Với mọi số thực {\displaystyle \ x<0} và mọi số thực {\displaystyle \ y} thì tồn tại một số tự nhiên {\displaystyle \ n} sao cho {\displaystyle \ nx<y}.
Cách chứng minh gần như tương tự, chỉ cần thay {\displaystyle \ x} bởi {\displaystyle \ -x}

## Ý nghĩa
Tiên đề này cho thấy: 
- Tính vô hạn của trường số thực
- Tính bị chặn của một đoạn (hay khoảng) bất kì